# Orange Cove
Orange Cove est une ville du comté de Fresno en Californie, aux États-Unis, d'une superficie de 1,91 milles carrés (4,95 kilomètres carrés).

## Démographie
| 1950  | 1960  | 1970  | 1980  | 1990  | 2000  |
| ----- | ----- | ----- | ----- | ----- | ----- |
| 2 395 | 2 885 | 3 392 | 4 026 | 5 604 | 7 722 |

| 2010  | - | - | - | - | - |
| ----- | - | - | - | - | - |
| 9 078 | - | - | - | - | - |